# Yūsha Party o Tsuihō Sareta Shiro Madōshi, S-Rank Bōkensha ni Hirowareru
Yūsha Party o Tsuihō Sareta Shiro Madōshi, S-Rank Bōkensha ni Hirowareru: Kono Shiro Madōshi ga Kikakugai Sugiru (勇者パーティーを追放された白魔導師、Sランク冒険者に拾われる ～この白魔導師が規格外すぎる～ Yūsha Pātī o Tsuihō Sareta Shiro Madōshi, Esuranku Bōkensha ni Hirowareru: Kono Shiro Madōshi ga Kikakugai Sugiru?) es una serie de novelas ligeras japonesas escritas por Sora Suigetsu e ilustradas por DeeCHA. La serie comenzó a publicarse en línea en marzo de 2020 en la plataforma de novelas generadas por usuarios Shōsetsuka ni Narō. Posteriormente, fue adquirida por Futabasha, que ha publicado siete volúmenes desde noviembre de 2020 bajo su sello M Novels. 
Una adaptación al manga, con ilustraciones de Wasabi Mukuno, se publica en línea a través de la plataforma Gaugau Monster de Futabasha desde enero de 2021 y se ha recopilado en ocho volúmenes tankōbon. Una adaptación a anime producida por Felix Film se estrenó en julio de 2025.

## Personajes
Lloyd (ロイド Roido?)
 Seiyū: Gakuto Kajiwara
Yui (ユイ?)
 Seiyū: Rina Hidaka
Silica (シリカ Shirika?)
 Seiyū: Haruka Shiraishi
Cross (クロス Kurosu?)
 Seiyū: Daisuke Hirose
Daggers (ダッガス Daggasu?)
 Seiyū: Yūichirō Umehara
Allen (アレン Aren?)
 Seiyū: Ryōhei Kimura
Lina (リナ Rina?)
 Seiyū: Yui Ishikawa
Miiya (ミイヤ Mīya?)
 Seiyū: Mizuki Mano
Lulu (ルル Ruru?)
 Seiyū: Ayaka Nanase
Sheena (シーナ Shīna?)
 Seiyū: Saeko Ooki
Will (ウィル Uiru?)
 Seiyū: Toshiki Masuda
Ryouen (リョウエン?)
 Seiyū: Nichika Ōmori
Merlin (マーリン Mārin?)
 Seiyū: Marina Inoue

## Contenido de la obra

### Manga
Una adaptación al manga ilustrada por Wasabi Mukuno comenzó a serializarse en el sitio web Gaugau Monster de Futabasha el 22 de enero de 2021. Los capítulos del manga se han recopilado en ocho volúmenes tankōbon hasta noviembre de 2024.

### Anime
Se anunció una adaptación al anime el 29 de julio de 2024. Posteriormente se confirmó que sería una serie de televisión producida por Felix Film y dirigida por Hiroshi Tamada, con composición de Akihiko Inari, diseño de personajes de Yuta Ito y música de Hiroaki Tsutsumi y Tsubasa Handa. Su estreno está previsto para julio de 2025. El tema de apertura es "Junjō De Are", interpretado por Gakuto Kajiwara, mientras que el tema de cierre es "Hikaru Sasu Tobira", interpretado por ChouCho. Crunchyroll obtuvo la licencia de la serie en América del Norte, América Central, América del Sur, Europa, África, Oceanía, Oriente Medio, CEI, subcontinente indio y Sudeste Asiático.